# Державний переворот 1976 року в Аргентині
Державний переворот 1976 року в Аргентині, в результаті якого 24 березня 1976 року Ісабель Перон була скинута з посади президента Аргентини. Переворот хоч і мав деякі праві елементи, такі як акцент на порядок і безпеку, але не був традиційним правим переворотом і не дотримувався певної ідеології. Замість неї була встановлена військова диктатура, яку очолив генерал-лейтенант Хорхе Рафаель Відела, адмірал Еміліо Едуардо Массера і бригадний генерал Орландо Рамон Агості. Політичний процес, розпочатий 24 березня 1976 року, отримав офіційну назву «Процес національної реорганізації», і хунта, хоча і не в колишньому складі, залишалася при владі до повернення до демократичного ладу 10 грудня 1983 року. Переворот був спланований і здійснений в рамках Операції Кондор — таємної системи репресивної координації між країнами Латинської Америки, яку просували Сполучені Штати як частину доктрини національної безпеки, що узагальнювала диктаторські режими в Латинській Америці з метою збереження контролю над цими країнами під час холодної війни.
Військовий переворот планувався з жовтня 1975 року; уряд Перона дізнався про підготовку за два місяці до його здійснення. Генрі Кіссінджер кілька разів зустрічався з лідерами аргентинських збройних сил після перевороту, закликаючи їх швидко знищити своїх супротивників, поки в США не зросло обурення з приводу порушень прав людини.
Зважаючи на систематичне переслідування соціальних груп-меншин, цей період було класифіковано як процес геноциду. Це встановлено у вироках судів над винними у злочинах проти людства.

## Передумови до перевороту
Коли президент Хуан Перон помер природною смертю 1 липня 1974 року, його наступницею стала його дружина (тоді віцепрезидент) Ісабель Перон, також відома як «Ісабеліта». Всупереч своїм правам як законного правителя країни, вона швидко втратила політичну вагу та владу. Група військових чиновників, яким Перон доручив допомогти віцепрезиденту, взяли владу під свій контроль, щоб запобігти погіршенню політичного та соціального становища в Аргентині. Ця зміна в уряді проклала шлях до наступного перевороту.
5 лютого 1975 року було розпочато Operativo Independencia. Ця інтервенція у в'єтнамському стилі мала на меті знищити партизанів у джунглях Тукуман, які утримували опорні пункти в цьому районі ще у травні 1974 року. У жовтні країну було розділено на п'ять військових зон, кожному командиру надано повну автономію, щоб розв'язати ретельно сплановану хвилю репресій.
18 грудня кілька військових літаків злетіли з авіабази Морон і обстріляли Каса-Росада, намагаючись повалити уряд Ізабель Перон. Повстання було зупинено на чотири дні через арбітраж капелана.
Однак військовим таки вдалося усунути єдиного офіцера, який залишився вірним уряду, командувача ВПС Ектора Фаутаріо . Фаутаріо викликав різку критику з боку армії та флоту через його різкий опір їхнім репресивним планам і за його відмову мобілізувати ВПС проти опорних пунктів партизанів на півночі. Фаутаріо був останньою перешкодою Віделі в його прагненні до влади.
До січня 1976 року партизанську присутність у Тукумані було скорочено до кількох взводів. Тим часом військові, повністю підтримані регіональною елітою, разом із чилійським лідером Августо Піночетом, Центральним розвідувальним управлінням США (ЦРУ) та адміністрацією президента Джеральда Форда, чекали свого часу, перш ніж остаточно захопити владу.

## Втрата Ізабель Перон легітимності
Втрата влади Перон, окрім публічного висміювання, була посилена втратою більшості в конгресі. Крім того, її народна підтримка була зведена до правого крила перонізму. До лютого 1976 року три командири родів військ попросили її піти у відставку з посади президента. Ще однією проблемою президентства Перона була безперервна партизанська війна. Протягом усього свого президентства Перон боровся як з лівими партизанськими організаціями Монтонерос і Народно-революційною армією (НРА), так і з правою групою Антикомуністичний аргентинський альянс (ААА). Яскравим прикладом стали 25 політичних вбивств між 20 і 21 березня 1975 року, жертвами яких стали представники як лівого, так і правого крила. Лише наприкінці травня 1975 року міністр соціального забезпечення Лопес Рега оголосив про розслідування справ, які пов'язані з групою AAA, хоча група діяла 550 днів без жодного арешту. Коли уряд нарешті звернув увагу до діяльності AAA, це викликало громадське невдоволення ставленням поточного режиму до AAA. Наприкінці березня 1976 року місцева преса відкрито повідомляла про переворот, який стався за лічені години, що призвело до ескалації політичного насильства між лівими і правими, які були зацікавлені у «зведенні рахунків», що призвело до загибелі близько 165 осіб з початку року до цього часу, і режим Перон був безсилий зупинити це насильство.

## Переворот
Незадовго до 01:00 ночі президентку Перон затримали і доставили гелікоптером до резиденції Ель-Мессідор. О 03:10 всі телевізійні та радіостанції були перервані. Регулярні передачі були перервані і замінені військовим маршем, після якого було передано перше комюніке:
[...] Населенню повідомляється, що на сьогодні країна перебуває під оперативним контролем Хунти головнокомандувачів Збройних сил. Ми рекомендуємо всім жителям суворо дотримуватися положень і директив, що надходять від військових, органів безпеки або поліції, і бути вкрай обережними, щоб уникнути індивідуальних або групових дій і настроїв, які можуть зажадати рішучого втручання з боку оперативного персоналу. Підпис: Генерал Хорхе Рафаель Відела, адмірал Еміліо Едуардо Массера та бригадир Орландо Рамон Агості.
Було введено стан облоги та воєнний стан, тому військове патрулювання поширилося на кожне велике місто. Ранок, здавалося, був без подій, але з плином часу кількість затримань зростала. Сотні робітників, профспілкових діячів, студентів і політичних активістів були викрадені зі своїх домівок, робочих місць або просто на вулицях.

## Висвітлення в ЗМІ
Наприкінці дня 24 березня газета Clarin випустила другу публікацію, в якій детально описала новий урядовий переворот, підтвердивши, що між 3:10 і 3:15 військові взяли владу в свої руки, скинувши Ісабель Перон. На першій шпальті газети також було оголошено, що військові змушені були замінити Перон, щоб не допустити вакууму влади. Протягом наступних днів Clarín продовжував публікувати матеріали паралельно з новими подіями, але до 28 березня газета почала відходити від висвітлення перевороту. Крім того, Clarín також оприлюднила імена нових членів кабінету міністрів Хорхе Відели: Альбано Харгіндегі, Рікардо Франке, Хуліо Гомес, Освальдо Каччаторе, Хосе А. Мартінес де Хос, Рікардо Бруера, Орасіо Ліндо та Хуліо Х. Барді — всі вони були високопоставленими військовими офіцерами. У публікації від 28 березня газета також оголосила, що вже тридцять дві країни світу визнали Хунту як новий уряд Аргентини.

### Цензура та упередженість у ЗМІ
За президентства Ісабель Перон висвітлення подій у засобах масової інформації було суворо обмежене, що стосувалося як місцевої преси, так і іноземних ЗМІ, які висвітлювали події в Аргентині. За часів Перон було видано кілька указів, один з яких стосувався реєстру інформаційних агентств і вимоги, щоб усі місцеві та іноземні ЗМІ дотримувалися всіх правил, головним з яких був указ 1273 про те, що «місцевим та іноземним ЗМІ заборонено поширювати новини про Аргентину, надані іноземними інформаційними агентствами». Декілька газет, таких як La Prensa та La Opinión, негайно виступили проти обмежень, засудивши їх і пояснивши, що вони «неоднозначні, довільні та абсурдні». Ці самі газети були покарані припиненням державного фінансування. За часів військового уряду висвітлення подій у ЗМІ також було обмежене, оскільки хунта здійснювала контроль над ними. Однак різниця між цими двома режимами полягала в різних повідомленнях. Коли представники іноземних ЗМІ зустрілися з тимчасовим прессекретарем хунти Хорхе Луїсом Аргіотті, він попросив «співпрацювати у висвітленні питань, що не стосуються матеріалів, які містяться в комюніке», через що деякі іноземні ЗМІ сприйняли це як неявний контроль над засобами масової інформації. З усім тим, радіо і телебачення в Аргентині суворо транслювали комюніке Хунти, але іноземні репортери все ще мали доступ до міжнародних новин станом на березень 1976 року.

## Подальші події
Хунта взяла на себе виконавчу владу до 29 березня, коли Відела був призначений президентом. Конгрес було розпущено, а сенатори, депутати та співробітники були заарештовані, жорстоко побиті та викинуті з дверей і вікон Палацу Конгресу. Організація, відома як Законодавча консультативна комісія (ісп. Comisión de Asesoramiento Legislativo, CAL), що повністю складалася з офіцерів військових і поліції, взяла на себе законодавчу роль в країні.
Правозахисники стверджують, що після перевороту та подальшої Брудної війни близько 30 000 людей, переважно молодих активістів-опонентів військового режиму, були «зниклими безвісти» або вбиті. Військові, відповідальні за вбивства, часто щадили вагітних жінок на деякий час, тримаючи їх під вартою до пологів, перш ніж убити їх і віддати їхніх немовлят сім'ям бездітних військових. Кіссінджер приватно запевнив аргентинський військовий режим, що вони матимуть повну підтримку уряду Сполучених Штатів у їхній війні та пов'язаних з нею діях, проти цієї обіцянки виступив тодішній посол США в Аргентині Роберт Гілл .
Диктатура розраховувала на співучасть цивільного та церковного суспільств, тому її зазвичай характеризують як громадянсько-військово-церковно-бізнесову диктатуру.
Хунта залишалася при владі, доки Рауль Альфонсин, обраний демократичним шляхом, не обійняв посаду президента Аргентини в грудні 1983 року.
24 березня, день державного перевороту, тепер оголошений в Аргентині як День пам'яті правди та справедливості.

## Зацікавленість США у зміні режиму
Американський уряд приділяв пильну увагу будь-яким змінам режиму в Латинській Америці і уважно спостерігав за Аргентиною протягом усього періоду президентства Перон. Партизанська війна за президентства Перон призвела до серйозного політичного насильства, а також вбивства Джона Ігана, консула США в Кордові, від рук Монтонерос, що посилило відчуття незахищеності серед американців в Аргентині, а також можливість того, що американці можуть стати мішенню для партизанської війни. Американський уряд також передбачив можливу зміну режиму, оскільки режим Перон почав втрачати політичну владу, зазначивши, що в лютому 1976 року військове «невдоволення настільки всеосяжне та інтенсивне, що [державний переворот] може відбутися будь-коли». Ще одним занепокоєнням у зв'язку з можливою зміною режиму з боку США був захист інтересів США, таких як економічні інвестиції в Аргентині, від Ford і General Motors до промислових центрів Exxon, але в Державному департаменті США не надіялися на серйозні фундаментальні зміни, посилаючись на те, що ліві групи не мали достатньої підтримки для перевороту, а військові не були зацікавлені в проведенні радикальних реформ.